# Timo Storck
Timo Storck (* 1980) ist ein deutscher Psychologe, Psychoanalytiker und Professor für Klinische Psychologie und Psychotherapie an der Psychologischen Hochschule Berlin.

## Leben
Timo Storck studierte nach dem Abitur am Theodor-Mommsen-Gymnasiums in Bad Oldesloe von 2000 bis 2005 Psychologie an der Universität Bremen und promovierte dort mit seiner Arbeit „Spiel am Werk. Eine psychoanalytisch-begriffskritische Untersuchung des künstlerischen Werkprozesses“. An der Universität Kassel habilitierte er 2016. Er publizierte zusammenfassende Beiträge zu Grundkonzepten der Psychoanalyse wie Deutung, Übertragung, Abwehr und Widerstand. Dabei handelt es sich um Mitschriften seiner Vorlesungen, die als Reihe im Kohlhammer-Verlag veröffentlicht wurden.
Er forscht zu Fragen des Verstehens in der Psychotherapie, der Leiblichkeit aus psychologischer Perspektive sowie zur Theorie und Praxis von Fallbesprechungen in der stationären Psychotherapie und zur psychoanalytischen Kulturforschung, insbesondere zum Fil und zu TV-Serien. Methodisch ist seine Forschung von sozialwissenschaftlichen, qualitativen und einzelfallbezogenen Methoden geprägt.
Storck ist seit 2015 Professor für Klinische Psychologie und Psychotherapie an der Psychologischen Hochschule Berlin.

## Veröffentlichungen (Auswahl)
- Deutung. (=Grundelemente psychodynamischen Denkens, Band 8), Kohlhammer, Stuttgart 2021
- Ich und Selbst.(=Grundelemente psychodynamischen Denkens, Band 7), Kohlhammer, Stuttgart 2021
- mit D. Stegemann: Psychoanalytische Konzepte in der Psychosenbehandlung. Kohlhammer, Stuttgart 2021
- mit F. Billhardt: Denken und Lernen. Psychoanalyse und Allgemeine Psychologie. Kohlhammer, Stuttgart 2021
- mit F. Billhardt: Wahrnehmung und Gedächtnis. Psychoanalyse und Allgemeine Psychologie. Kohlhammer, Stuttgart 2021
- Abwehr und Widerstand. (=Grundelemente psychodynamischen Denkens, Band 6), Kohlhammer, Stuttgart 2021
- Übertragung. (=Grundelemente psychodynamischen Denkens, Band 5), Kohlhammer, Stuttgart 2020
- Objekte. (=Grundelemente psychodynamischen Denkens, Band 4), Kohlhammer, Stuttgart 2019
- Das dynamisch Unbewusste. (=Grundelemente psychodynamischen Denkens, Band 3), Kohlhammer, Stuttgart 2019
- Freud heute – Zur Relevanz der Psychoanalyse. Springer, Berlin/Heidelberg 2019
- Psychoanalyse nach Sigmund Freud. Kohlhammer, Stuttgart 2018
- Sexualität und Konflikt. (=Grundelemente psychodynamischen Denkens, Band 2), Kohlhammer, Stuttgart 2018
- Trieb. (=Grundelemente psychodynamischen Denkens, Band 1), Kohlhammer, Stuttgart 2018
- Die Fallbesprechung in der stationären Psychotherapie. Konzeption und Praxis. Kohlhammer, Stuttgart 2017
- Formen des Andersverstehens. Psychoanalytische Teamarbeit in der teilstationären Behandlung bei psychosomatischen Erkrankungen. Psychosozial-Verlag, Gießen 2016
- Psychoanalyse und Psychosomatik. Die leiblichen Grundlagen der Psychodynamik. Kohlhammer, Stuttgart 2016
- Spiel am Werk. Eine psychoanalytisch-begriffskritische Untersuchung künstlerischer Arbeitsprozesse. Vandenhoeck & Ruprecht Unipress, Göttingen 2010